# 鴨ノ庄信号場
鴨ノ庄信号場（かものしょうしんごうじょう）は、山口県山陽小野田市大字厚狭にある、西日本旅客鉄道（JR西日本）美祢線の信号場である。
かつて存在した松ヶ瀬信号場共々、美祢線美祢駅 - 宇部線宇部港駅間に多数運転されていた石炭・石灰石輸送の貨物列車を捌くために設けられていたが、2021年現在では交換する列車はない。

## 歴史
- 1969年（昭和44年）3月29日：日本国有鉄道の信号場として開設[1]。
- 1987年（昭和62年）4月1日：国鉄分割民営化により、JR西日本に継承[1]。

## 構造
厚狭駅 - 湯ノ峠駅間にある2線を有する、単線行き違い型信号場。
一見一線スルー構造のように見えるが、全列車とも進行方向左側の線路を使用するため、厚狭駅方面の列車は分岐器通過のため前後で減速する。

## 周辺
線路に平行する厚狭川に沿って耕作地が広がる。駅への昇格などを求める動きは見られない。

## 隣の施設
西日本旅客鉄道（JR西日本）
■美祢線
厚狭駅 - 鴨ノ庄信号場 - 湯ノ峠駅